# Jean François-Poncet
Jean François-Poncet (ur. 8 grudnia 1928 w Paryżu, zm. 18 lipca 2012 tamże) – francuski polityk, działacz partii Unia na rzecz Ruchu Ludowego, a wcześniej Unii na rzecz Demokracji Francuskiej.
Jego ojcem był polityk i dyplomata André François-Poncet (ambasador Francji we Włoszech w latach 1938–1940). Od 1976 do 1978 zajmował stanowisko sekretarza generalnego Pałacu Elizejskiego. W latach 1978–1981 sprawował urząd ministra spraw zagranicznych. W 1988 tymczasowo pełnił obowiązki prezydenta regionu Akwitania.
Od 1983 do 2011 był senatorem.